# Philo Ikonya
Philo Ikonya, née au Kenya en 1959,  est une écrivaine, journaliste, militante des Droits humains. Elle vit exilée à Oslo depuis 2009.  

## Biographie
Philo Ikonya est diplômée d’une licence en littérature et linguistique de l'Université de Nairobi et d’un master de philosophie obtenu en Espagne et en Italie. 
Après ses études, Ikonya enseigne la sémiotique au Collège de Tangaza de l’Université catholique de l’Afrique de l’Est et l’espagnol à l’USIU – Université Internationale des États-Unis-Afrique (en). Elle travaille ensuite comme commentatrice à la radio et à la télévision kényane et écrit également de nombreux articles de presse décrivant la situation sociale et politique de son pays.
Elle est présidente du centre de l’association internationale PEN au Kenya. 
Ikonya est arrêtée pour son activité politique lors de plusieurs manifestations pacifiques et menacée par les autorités kényanes. En 2009, à la suite d’une troisième arrestation brutale, elle est contrainte de quitter son pays et part se réfugier en Norvège. Depuis lors, elle vit à Oslo en tant que membre de l’association d’écrivains International Cities of Refuge Network (en). 
Elle est l’auteure de nombreux romans et recueil de poésies. Tous ses romans sont publiés en anglais et deux de ses recueils (Eine nächtliche Führung et Aus dem Gefängnis) sont traduits en allemand.
Ikonya parle le swahili, le gikuyu, l’anglais, l’espagnol et un peu de Norsk, d’italien et de français.

## Œuvres
- Out of prison love songs = Aus dem Gefängnis, Vienne, Löcker, 2010 (ISBN 978-3-85409-565-1).
- Leading the Night, Nairobi, Twaweza Communications, 2010 (ISBN 978-9966-15-100-1)
- This Bread of Peace, Belfast, Lapwing, 2010 (ISBN 978-1-907276-52-1).
- Kenya, Will You Marry Me? Bamenda (Cameroun), Langaa Research & Publishing, 2011 (ISBN 978-9956-579-79-2).
- Eine nächtliche Führung, traduction de Helmuth A. Niedeler, Vienne, Löcker, 2012 (ISBN 978-3-85409-638-2)
- Still Sings the Nightbird, Bamenda (Cameroun), Langaa Research & Publishing, 2013 (ISBN 978-9956-790-93-7).
- Splintering Silence, Bamenda (Cameroun), Langaa Research & Publishing, 2014 (ISBN 978-9956-792-24-5).
- Invincible Nubia – adios Lampedusa! Vienne, Löcker, 2015 (ISBN 978-3-85409-746-4).